# گیوک خان
گویوک‌خان، کیوک‌خان (پیرامون ۱۲۰۶–۱۲۴۸ میلادی)، سومین خان مغول پسر اوگتای‌خان و نوهٔ چنگیزخان بود و از ۱۲۴۶ تا ۱۲۴۸ میلادی به‌مدت دو سال شاهی کرد.

## تخت‌نشینی
اوگتای قاآن در ایام سلطنت خویش پسر بزرگ‌تر خود کوچو خان را که از توراکینا خاتون زاده شده بود به جانشینی تعیین کرده بود اما او در زمان حیات پدر مرد. اوگتای پسر دیگرش شیرامون را در نظر گرفت. چون اوگتای مرد گیوک خان که به سفر جنگی درازی رفته بود به تعجیل بازگشت و به ایمیل رسید و چون شنید که اوتچکین برادر چنگیز به طمع سلطنت حرکت کرده‌است بی‌درنگ آهنگ اردوی پدر کرد و چون به اردو رسید رعایت یاسا (قانون چنگیزی) را واجب دانست؛ و با آنکه قدرت و شوکت داشت در کارها دخالتی نکرد و زمام امور را همچنان در دست توراکینا خاتون باز گذاشت.
توراکینا خاتون دستور تشکیل قوریلتای داد تا امرا و شاهزادگان و سرداران سپاه جانشین اوگتای را تعیین کنند. در فصل بهار از سراسر امپراتوری امرا و شاهزادگان به اردو رسیدند. اشتراک کنندگان در قوریلتای چندان تحفه و پیشکش آوردند که از شمار بیرون بود. از سوی دیگر اوتچکین نیز با هشتاد پسر و نبیره با شرمساری از اقدامی که پس از مرگ اوگتای کرده بود به قوریلتای حاضر شد. در آن صحرا از بس مردم از اطراف امپراتوری جمع شده بود جا و منزل کم آمد و خواربار بسیار گران شد. گویند فقط برای مسلمانان دوهزار خرگاه ترتیب داده بودند. پس از اجتماع دربارهٔ کسیکه شایسته مقام سلطنت باشد رای زدند. چون شیرامون هنوز کودک بود و کوتان بیمار بود و گیوک خان که در شجاعت و تسلط مشهور بود، میل توراکینا خاتون به سوی او بود. چون بسیاری از امیران و شاهزادگان با وی همنوا بودند قرعهٔ فال بر وی افتاد. در روز تعیین شده از قبل مراسم تخت‌نشینی را به جا آوردند.

## فرمان‌روایی (۱۲۴۶ تا ۱۲۴۸ میلادی)

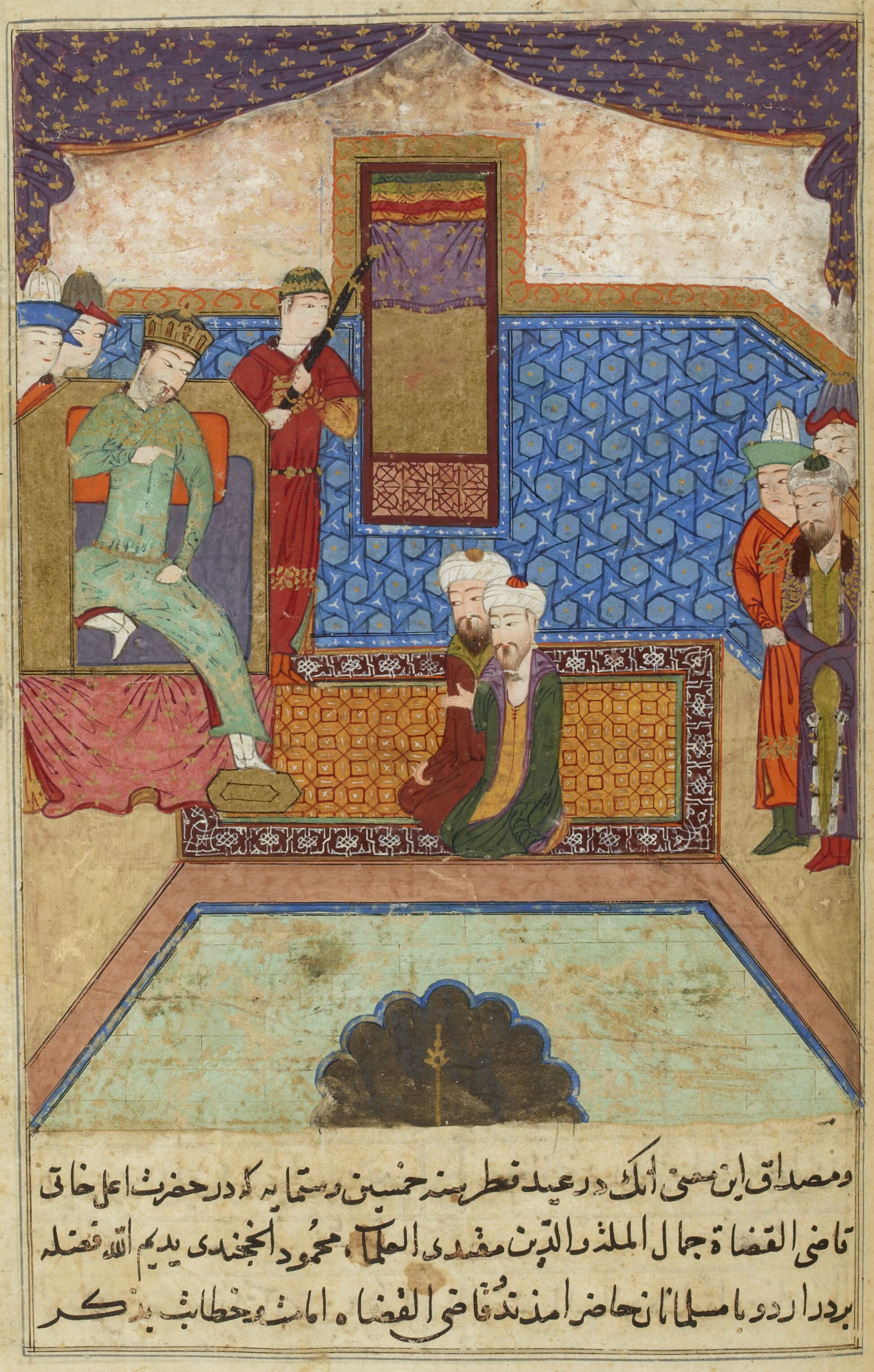
گویوک در حال بازپرسی از جمال‌الدین محمود هودجانی. تاریخ جهان‌گشای جوینی.

پس از یک هفته جشن به دستور گیوک خان در گنج‌های قدیم و جدید را باز کردند و اموال را بین شاهزادگان و امرا و سرداران سپاه بخش نمودند. پس از آن به کار مملکت پرداختند نخست برغوچیان (قاضیان و بازرسان) فاطمه خاتون را محاکمه کردند و بعد اوتچکین برادر چنگیز را مورد بازرسی قرار دادند و چون امر او نازک و خانوادگی بود جزء منگوقاآن و تنی چند از شاهزادگان را بدان اجازه دخول ندادند و چون اوتچکین به گناه خویش اعتراف کرد او را عفو نمودند.
ایلجیگدای را با سپاه سنگین به سوی مغرب فرستاد تا مهم گرجستان و روم را فیصله کند و نخست به قلع و قمع اسماعیلیان در الموت بپردازد. ضبط عراق و فارس و کرمان را تا حدود هرمز به ارغون آقا رجوع کرد. گیوک عزم ولایات غربی کرد در بهار همان سال به سمرقند رسید و در آنجا مرگ گلویش را گرفت، مدت حکومتش دو سال بیش نبود.

## نامه گیوک خان به پاپ اینوسنت چهارم

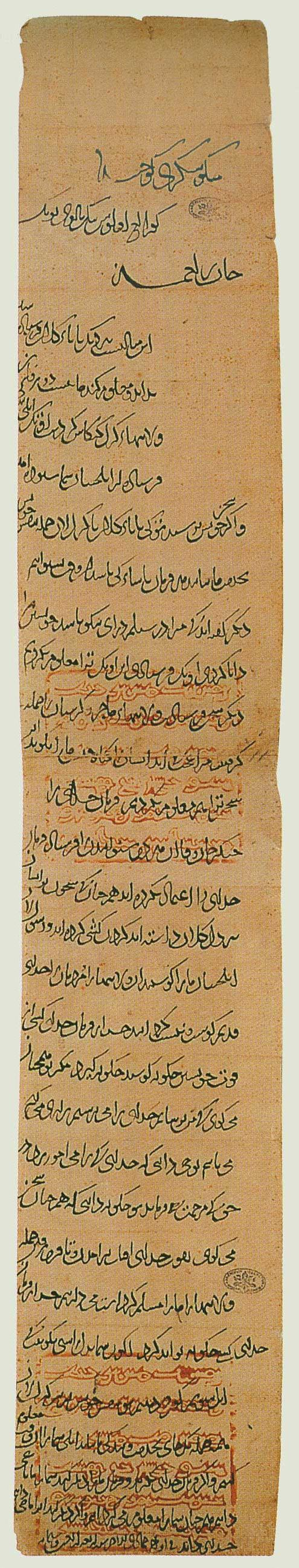
نامهٔ گویوک خان به پاپ اعظم، نگاشته‌شده به زبان فارسی

در سال ۱۲۴۵ میلادی پاپ اینوسنت چهارم عده‌ای را برای تحقیق از اوضاع و احوال مغول‌ها به مغولستان فرستاد. دو نفر از آن‌ها (Giovanni da Pian del Carpine و Lawrence of Portugal) در ۲۴ اوت سال ۱۲۴۶ هنگامی به قراقوروم پایتخت مغولستان رسیدند و پیغام پاپ را تسلیم کردند که گویوک خان در حضور عدهٔ زیادی از شاهان و سران کشورهای مختلف به‌عنوان خان بزرگ بر تخت می‌نشست.
گویوک خان در جوابیه‌اش به دو نوشتهٔ پاپ، ضمن جواب به سؤالات او، مدعَیات مذهبیِ او را رد می‌کند و از او می‌خواهد که به‌همراه تمام شاهان اروپایی به دربار خان بیایند و شخصاً اعلام بندگی و اطاعت کنند، وگرنه او آن‌ها را به‌عنوان دشمن خود تلقی خواهد کرد.
اصل نامه در کتابخانهٔ مخفی واتیکان نگهداری می‌شود.
بازنویسی نامه
برگردان به فارسی امروزی
با استفاده از مقاله «مغولها و پاپها»
به نیروی آسمان ابدی، و کل مردم بزرگ، 
فرمان خان:
این فرمانیست که به نزد پاپ اعظم فرستاده شد. برای اینکه بداند و بفهمد به دو زبان نوشته شد. پیغام ایلی (بیعت) و بندگی شما بتوسط نمایندگانتان در مجلس شاهان شنیده شد. هنگامی که این پیغام ما رسید خود تو پاپ بزرگ شخصاً باتفاق همه شاهان اروپایی به خدمت ما بیایید. آنگاه تمام فرامین (یاسا) را به شما توجیه می‌کنیم.
دیگر گفته‌اید که تعمید برای من آینده نیکی خواهد آورد این مطلب را فهمیدیم. تقاضایی (دعایی) فرستادی، این تقاضا (دعای) ترا نفهمیدیم.
سخن دیگری فرستادی که «ولایتهای مجارستان و کشورهای مسیحی را گرفتید، تعجب می‌کنم که گناه ایشان چیست، به ما بگویید» این سخن ترا هم نفهمیدیم. چنگیز خان و قاآن هر دو فرمان خدا را برای اطلاع آنها فرستادند؛ ولی آنها به فرمان خدا اعتماد نکردند (وقعی ننهادند)، همچون سخن تو ایشان نیز متکبر بوده‌اند، گردن کشی کرده‌اند، رسولان و نمایندگان ما را کشتند.
مردمان آن ولایت‌ها را خدای ابدی کشت و نیست گردانید؛ و گرنه جز از فرمان خدا کسی چگونه تواند با قوت خویش بکشد و بگیرد؟ تو که همچنان می‌گویی «من مسیحی هستم، خدا را می‌پرستم و زاری می‌کنم» مگر تو چه دانی که خدای که را می‌آمرزد و در حق که مرحمت می‌فرماید؟ تو چگونه دانی که این‌گونه سخن می‌گویی؟ ما می‌دانیم که خدا به قوت خود، اختیار تمام ولایت‌ها را از مشرق تا مغرب به ما مسلم کرده‌است. جز از فرمان خدا چگونه کسی می‌تواند این کار را بکند.
اکنون شما به‌راستی بگویید که ایل شویم (بیعت کنیم) و به شما خدمت کنیم، تو شخصاً به‌اتفاق همهٔ شاهان با هم به خدمت و بندگی ما بیایید، ایلی (بیعت) شما آنوقت معلوم خواهد شد؛ و اگر فرمان خدا را قبول نکنید و فرمان ما را انجام ندهید ما شما را یاغی خواهیم دانست و با شما همانگونه رفتار خواهیم کرد. اگر دستور ما را انجام ندهید ما آنرا خواهیم فهمید و خدا هم خواهد دانست.

آخر جمادی‌الثانی سال ششصد و چهل و چهار (مطابق با یازده نوامبر ۱۲۴۶ میلادی)